# Mesabolivar ceruleiventris
Mesabolivar ceruleiventris är en spindelart som först beskrevs av Cândido Firmino de Mello-Leitão 1916.  
Mesabolivar ceruleiventris ingår i släktet Mesabolivar och familjen dallerspindlar. Inga underarter finns listade i Catalogue of Life.